# Moira Harris
Moira Harris (Pontiac, Illinois, Estats Units, 20 de juliol de 1954), és una actriu estatunidenca.

## Biografia
Harris va néixer a Pontiac, Illinois i es va convertir a la religió catòlica. Es va graduar en la Universitat Estatal a Normal, Illinois. Durant els seus anys universitaris, va conèixer el seu marit Gary Sinise, i han estat casats de llavors ençà 1981. Tenen 3 fills: Sophie Sinise (1988), McCanna Sinise (1990), Ella Sinise (1992).
Harris ha protagonitzat pel·lícules com Una altra nit de dissabte, Homes i ratolins (dirigida i coprotagonitzada pel seu marit), i Terminator 3: Rise of the Machines. També ha interpretat la dona del dimoni del camió en la pel·lícula Breakdown de Kurt Russell. Ha fet papers de convidada en sèries de televisió com Karen Sisco, L'equalitzador, i Crime Story. Va ser membre del Steppenwolf Theatre Company. El 1987 va guanyar un premi Chicago / Midwest Emmy pel seu paper a Murder in Green Meadows. També va protagonitzar el conte Alt de Disney el 1995. Harris es va retirar el 2003.

## Filmografia
- 1986: Una altra nit de dissabte (One More Saturday Night)
- 1986: Welcome Home, Bobby
- 1986: The Fantasist
- 1988: Més enllà de l'ambició (Miles from Home)
- 1992: Homes i ratolins
- 1993: Between Love and Hate
- 1995: Nannie & Alex
- 1995: Tall Tale
- 1995: Three Wishes
- 1997: Breakdown
- 1998: Taxi de Chicago
- 2003: Terminator 3: Rise of the Machines